# Tributo a Leandro
Tributo a Leandro é um álbum de estúdio lançado pela gravadora BMG em 1998 para homenagear o cantor Leandro, da dupla sertaneja Leandro & Leonardo, morto por um câncer de pulmão em 23 de junho daquele ano. O álbum contém 16 faixas, sendo 14 de Leandro & Leonardo, interpretadas por vários artistas, como Zezé Di Camargo & Luciano, Chitãozinho & Xororó, Sérgio Reis, Daniel, entre outros. A música "Catedral", uma regravação da cantora Zélia Duncan e regravada por Leandro, foi lançada como single deste álbum.

## Faixas
| N.º | Título                        | Compositor(es)                                           | intérprete                | Duração |  |
| 1.  | "Catedral (Cathedral Song)"   | Tanita Tikaram (versão: Christiaan Oyens / Zélia Duncan) | Leandro                   | 4:58    |  |
| 2.  | "Pense em Mim"                | Douglas Maio / José Ribeiro / Mário Soares               | Zezé Di Camargo & Luciano | 3:34    |  |
| 3.  | "Cadê Você"                   | Odair José                                               | Roberta Miranda           | 3:32    |  |
| 4.  | "Mexe Mexe"                   | Altair Menezes / Nazildo                                 | Daniel                    | 3:18    |  |
| 5.  | "Festa de Rodeio"             | César Augusto / César Rossini / Reinaldo Barriga         | Gian & Giovani            | 4:05    |  |
| 6.  | "Doce Mistério"               | Luiz Schiavon / Marcelo Barbosa / Nil Bernardes          | Cleiton & Camargo         | 4:12    |  |
| 7.  | "Eu Juro (I Swear)"           | Frank J. Myers / Gary Baker (versão: Demian)             | Amado Batista             | 4:05    |  |
| 8.  | "Não Aprendi a Dizer Adeus"   | Joel Marques                                             | Chitãozinho & Xororó      | 3:49    |  |
| 9.  | "Rumo a Goiânia"              | Paiva                                                    | Sérgio Reis               | 4:13    |  |
| 10. | "Anarriê"                     | Cecílio Nena / Lalo Prado / Reinaldo Barriga             | Renê & Ronaldo            | 3:29    |  |
| 11. | "Bobo"                        | César Augusto / Piska                                    | Rick & Renner             | 3:38    |  |
| 12. | "Desculpe, Mas Eu Vou Chorar" | César Augusto / Gabriel                                  | Fábio Júnior              | 3:51    |  |
| 13. | "Temporal de Amor"            | Cecílio Nena                                             | Chrystian & Ralf          | 3:53    |  |
| 14. | "Não Olhe Assim"              | César Augusto / César Rossini                            | Adalberto & Adriano       | 3:55    |  |
| 15. | "Entre Tapas e Beijos"        | Antônio Bueno / Nilton Lamas                             | Carlos & Alessandro       | 3:49    |  |
| 16. | "Canção do 3º Milênio"        | Eunice Barbosa / Marinho Marco                           | Leonardo                  | 5:53    |  |